# 海德斯多夫
海德斯多夫（德語：Heidersdorf）是德国萨克森州的市镇，隶属于厄尔士山县。总面积为9.51平方千米，截至2023年12月31日总人口为750人。